# Alicja Nagórko
Alicja Teresa Nagórko (ur. 1947) – polska językoznawczyni. Zajmuje się słowotwórstwem polskim i słowiańskim, semantyką i pragmatyką w ujęciu kontrastywnym, etnolingwistyką, teolingwistyką, metaleksykografią, kontaktami językowymi oraz polityką językową.

## Życiorys
Jest absolwentką polonistyki na Uniwersytecie Warszawskim. Doktorat uzyskała w 1977 na podstawie pracy Motywacja słowotwórcza rzeczowników we współczesnym języku polskim (analiza ilościowo-jakościowa). Habilitowała się w 1986. Jej rozprawa habilitacyjna poruszała zagadnienia derywacji przymiotników.
W latach 1988–1990 jako profesor gościnny wykładała na Uniwersytecie Wileńskim, w okresie 1994–1995 pełniła tę funkcję na Uniwersytecie Humboldtów. W 1991 została powołana na stanowisko profesora w Uniwersytecie Warszawskim, a w latach 1990–1994 była prodziekanem Wydziału Polonistyki. W 1996 powołano ją na katedrę językoznawstwa zachodniosłowiańskiego w Instytucie Slawistyki HU. W latach 2006–2008 była dyrektorem Instytutu. Od 1 października 2012 w stanie spoczynku.
Jest członkinią Komisji Słowotwórczej (od 1996) i Komisji Socjolingwistycznej (od 2009) przy Międzynarodowym Komitecie Slawistów oraz Rady Programowej germanistycznego rocznika „Convivium” i Rady Naukowej „Poradnika Językowego”. Należy do Polskiego Towarzystwa Językoznawczego (od 1972), Towarzystwa Societas Jablonoviana e.V. i Towarzystwa Naukowego Warszawskiego.

## Wybrana twórczość
- Zarys gramatyki polskiej, wyd. I PWN Warszawa, 1996.
- Zarys gramatyki polskiej (ze słowotwórstwem) (jako wyd. III. 1998, rozszerzone wyd. VII. 2003, liczne dodruki do 2009).
- Dystynktywny słownik synonimów (z M. Łazińskim i H. Burkhardt), Universitas Kraków 2004.
- Lexikologie des Polnischen, Olms, Hildesheim–Zürich–New York 2007.
- Podręczna gramatyka języka polskiego, PWN, Warszawa 2010.